# 어미
어미(語尾)는 한국어의 형태소로, 용언 어간이나 서술격 조사에 붙어 시제, 상, 양태 등을 표시한다.

## 종류
형태소 중 다른 접미사가 뒤에 결합할 수 없는 형태소를 '폐쇄형태소(closing morpheme)'라 하고, 그렇지 않은 형태소를 '개방형태소(non-closing morpheme)'라고 한다. 1-(나), 1-(다)는 어미가 여러 개인데 개방형태소 '-는-', '-시-', '-었-'처럼 앞뒤에 붙임표가 있고, 폐쇄형태소는 '-다'처럼 그것의 붙는 방향의 한 쪽에만 붙임표가 있다.
1. 푸르다: 푸르-, -다
2. 입는다: 입-,-는-, -다
3. 매셨다(매시었다): 매-, -시-, -었-, -다

어간에 붙은 어미가 복잡할 때, 이들 어미들 중 용언이나 서술격조사의 끝에 오는 폐쇄형태소를 '어말어미(final ending)'라 하고 이에 앞서는 개방형태소를 '선어말어미(prefinal ending)' 또는 비어말어미(nonfinal ending)라고 한다. 선어말어미는 다른 어미와 자유롭게 결합되는 분리적 선어말어미와 그렇지 않은 교착적 선어말어미가 있다.

## 참고 문헌
- 남기심·고영근, 《표준국어문법론》, 탑출판사, 2011년, 152-3쪽, ISBN 9788934201137
- 고영근, 《표준중세국어문법론》, 집문당, 2010년, 136-8쪽

## 같이 보기
- 어간
- 접미사